# Василашко Василь Федорович
Васи́ль Фе́дорович Васила́шко (20 червня 1939) — український поет, журналіст. Заслужений журналіст України.

## Біографічні відомості
Народився 20 червня 1939 року в селі Куражин, нині Новоушицького району Хмельницької області.
- 1956 — закінчив середню школу в селі Калюс.
- 1958 — закінчив Кам'янець-Подільський культосвітній технікум (нині Кам'янець-Подільське училище культури).
- 1958 — завідувач, Іванківський сільський клуб Новоушицького р-ну.
- 1958—1961 — служба в армії.
- 1961—1966 — студент, Львівського державного університету ім. І.Франка.
- 1965—1966 — завідувач відділу культури, редакція газети «Ленінська молодь» (м. Львів).
- 1966—1967 — інструктор відділу культмасової роботи, оргвідділу, Львів, ОК ЛКСМУ.
- 1967—1972 — інструктор, завідувач кабінету комсомольської роботи, ЦК ЛКСМУ.
- 1972—1985 — науковий секретар, правління Товариства «Знання» УРСР.
- 1985—1989 — член редколегії, головний редактор, Головної редколегії художньої, навчальної і дитячої літератури Держкомвидаву УРСР.
- 1989—1997 — головний редактор, Видавництво дитячої літератури «Веселка».
- 1997—1999 — начальник Головного управління координації діяльності державних ЗМІ, Міністерство інформації України[2].

Член Національної спілки журналістів України, член Національної спілки письменників України.
Нині — вчений секретар правління Товариства «Знання» України.

## Творча діяльність
Керівник проекту випуску книги «Взяв землю у власність — господарюй» (2001).
Поезії друкувалися в Антології творчого об'єднання гумористів і сатириків Київського об'єднання НСПУ «Колючі каштани» (2022), книзі В.Кушерця «Україна понад усе. Час для України жити» (вірш Василя Василашка «Україна в паростках надій»). Друкувався в щоквартальнику «Поезія» (1981), «Дванадцять місяців» (1993), «Україно, нене моя» (1993), «Моє рідне слово» (1995), «Словнику української мови в малюнках» (1995). Низка віршів опублікована в українських періодичних виданнях за кордоном — у Польщі, Словаччині, США. Автор понад сімдесяти текстів пісень у співавторстві з українськими композиторами. 
Збірки поезій:
- «Течія доріг» (1981),
- «Ясенець» (1988),
- «Чи Україні ти син?» (1994, 2004),
- «Усміхнись веселкою з грози» (1999),
- «Заговори, щоб я тебе побачив» (2014)
- «Заговори, щоб я тебе побачив» ( 2019),
- «Шевченко — мій!» (2014).
- Збірник пісень «Пісні на вірші поета Василя Василашка». (30 пісень в аудіодиску), до 80-річчя від дня народження Василя Василашка (2019).

Ілюстрована поетична книжка:
- «Казка-байка: чесний Лис» (2006).

Публіцистичні книги:
- «Розвиток просвітництва в Україні в ХХІ столітті» (2001),
- «Україні — українську!» (2002),
- «Знання: Традиції і сучасність» (2003, 2004),
- «Через терни — до України» (2006, у співавторстві),
- «Відроджуймось — не перероджуймось» (2007),
- «Голодомор на теренах Поділля» (2015),
- «Голодомор на теренах Поділля та Донбасу"(2016),
- «У пеклі голодоморів» (2019).
- Керівник проекту з написанням і і випуском брошури "Взяв землю у власність -тгосподарюй" (2001).

## Нагороди і премії
- Орден «За заслуги» III ступеня, Заслужений журналіст України (1999),
- Республіканська літературна премія імені Лесі Українки (1995) за збірку віршів «Чи Україні ти син?»,
- Міжнаро́дна пре́мія і́мені Володи́мира Винниче́нка за книгу «У пеклі голодоморів»(2018)
- Всеукраїнська літературна премія імені Бориса Грінченка.
- Мистецька премія "Київ" імені Євгена Плужника
- двічі лауреат Всеукраїнського радіофестивалю «Пісня року» (2003, 2004).
- лауреат Всеукраїнської літературно-мистецької премії «Київська книга року» у номінації "Науково-популярне видання" (2024)[5]